# Прогулянки з монстрами
«Прогулянки з монстрами» (англ. Walking with Monsters) — науково-популярний серіал ВВС, створений у 2005 році, що розповідає про істот, що мешкали на Землі у часи до динозаврів.

## Епізоди
Перший епізод. Територія сучасного Китаю 560 млн років тому (Кембрійський період)
Життя на суші ще відсутнє і концентрується у морях. Типовими мешканцями були медузи, трилобіти і таке інше. Головний хижак цього часу — аномалокаріс. У поєдинку з суперником він опускається на дно, де його пожирають хайкоуіхтиси — предки всіх хребетних.
Другий епізод. Територія Південного Вельсу (Велика Британія) 418 млн років тому (Силурійський період)
У цей період з'являються риби, представником яких у фільмі є цефаласпіс, головними ж мисливцями силурийских морів були ракоскорпіони та головоногі молюски. Найбільшим видом ракоскорпіонів був птерігот, що досягав у довжини в 3 метри і є також найбільшим представником членистоногих, що коли-небудь жили на Землі. Хоча кисню в атмосфері як і раніше обмаль, у Силурі життя з'являється на суші, розвиваються перші рослини — куксонії, на сушу починають виходити скорпіони.
Третій епізод. Територія Пенсильванії (США) 360 млн років тому (Девонський період)
Рослини остаточно підкорили сушу. Членистоногі зменшилися в розмірах і вийшли на сушу. Від риб пішли перші амфібії. Одна з них — гінерпетон, досягає до 2 метрів в довжину. На нього полюють створіння, які були гігантами цього часу, зокрема м'ясоїдна риба — гінерія, що досягала в довжину 5 метрів і важила 2 тонни. Амфібії можуть виповзати на сушу, проте все ще сильно залежні від води, в якій розмножуються.
Четвертий епізод. Територія Канзасу (США) 300 млн років тому (Карбоновий період)
Серйозні зміни в біосфері відбуваються в Кам'яновугільний період, або Карбон. Повітря перенасичене киснем, чому сприяє зростання величезних рослин: лепідодендронових, каламітових і кордаітових. Збільшення кисню спонукає до збільшення в розмірах членистоногих, таких як ліфістіаморфний павук, меганевра і артроплевра.У цей час процвітали великі амфібії. У фільмі показана одна з них — протерогірінус. З'являється одна з перших рептилій — петролакозавр, що бореться із павуком за територію.
П'ятий епізод. Територія Тюрингії (Німеччина) 280 млн років тому (Пермський період)
Рептилії еволюціонують, з'являються едафозаври, а також диметродони — найбільші хижаки раннього Перму. Основні представники рептилій цього періоду — скутозаври, хижі горгонопсиди, диктодони, ринезухії та інші. У тріасовий період починається період виникнення предків динозаврів. Умови життя на Землі ускладнюються, самиця диметродона шукає місце для кладки яєць, а її дитинчата намагаються уникнути хижаків.
Шостий епізод. Територія Сибіру (Росія) 250 млн років тому (Велике Пермське вимирання)
Континенти об'єдналися в Пангею, де переважають пустелі. Звіроподібні рептилії скутозаври борються за виживання. Їхній головний ворог — горгонопсид, самиця котрого натрапляє в пустелі на оазис. Вони гинуть в піщаній бурі, але лихо переживають диктодони, котрі поширюються по спорожнілій Землі.
Сьомий епізод. Антарктида 248 млн років тому (Тріасовий період)
Територію Антарктиди покривають хвойні ліси, в яких живуть лістрозаври та еупаркерії. Стадо лістрозаврів мігрує, зустрічаючи таких хижаків, як еучамберсії та протерозухи. Еупаркерія поки знаходиться в тіні більших тварин, але від неї виникнуть динозаври, що домінуватимуть на сушу наступні 130 млн років.